# Ożarów Mazowiecki
Ożarów Mazowiecki (do 31 grudnia 1966 Ożarów-Franciszków) – miasto w Polsce, w województwie mazowieckim, w aglomeracji warszawskiej, siedziba powiatu warszawskiego zachodniego i gminy miejsko-wiejskiej Ożarów Mazowiecki. Miasto położone jest na Równinie Łowicko-Błońskiej nad Kanałem Ożarowskim.
W latach 1975–1998 miasto administracyjnie należało do województwa warszawskiego. 1 stycznia 2006 do Ożarowa Mazowieckiego została przeniesiona z Warszawy siedziba powiatu warszawskiego zachodniego.
Według danych z 30 czerwca 2024 r. miasto liczyło 15 623 mieszkańców.
Wieś królewska Ożarowo położona była w 1580 w powiecie warszawskim ziemi warszawskiej województwa mazowieckiego.

## Historia

Położenie na mapie gminy i powiatu

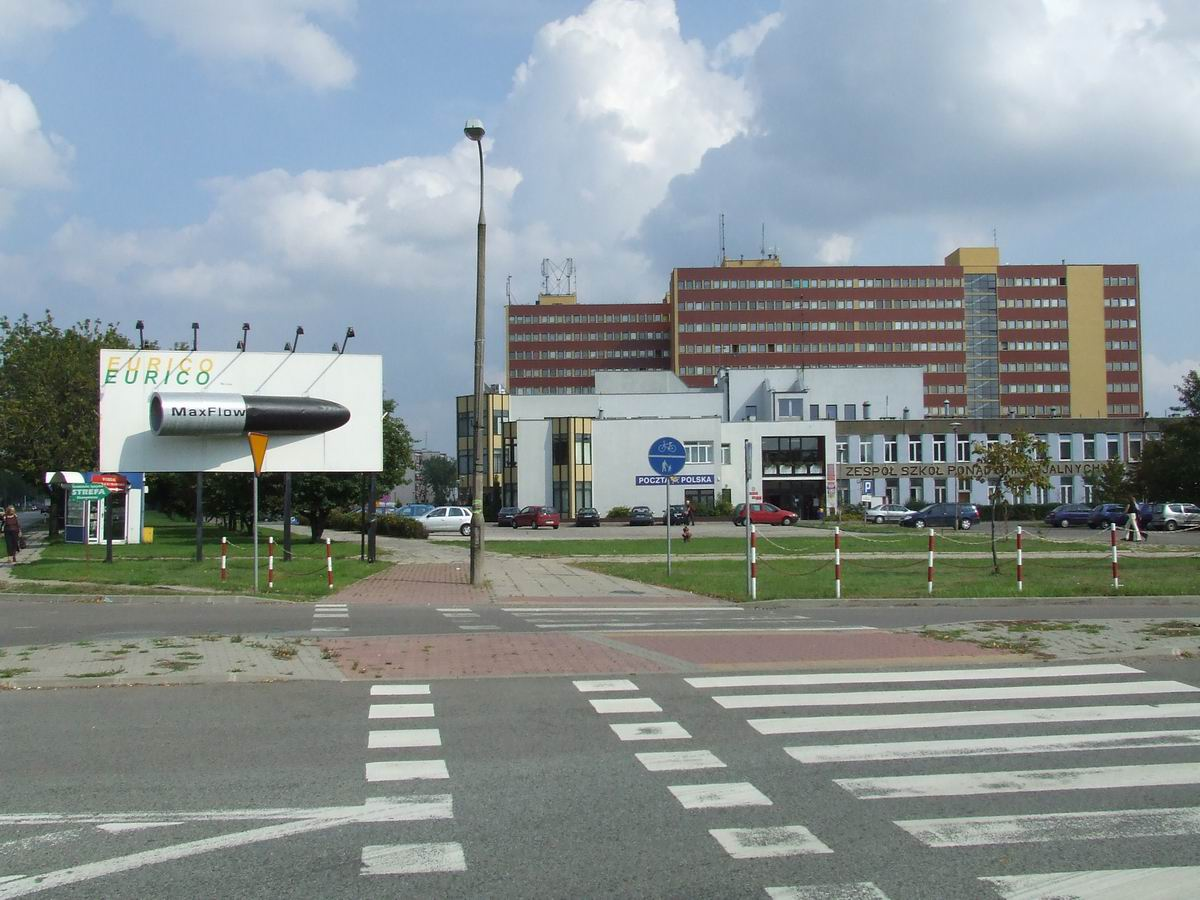
Starostwo powiatu w budynkach fabryki kabli

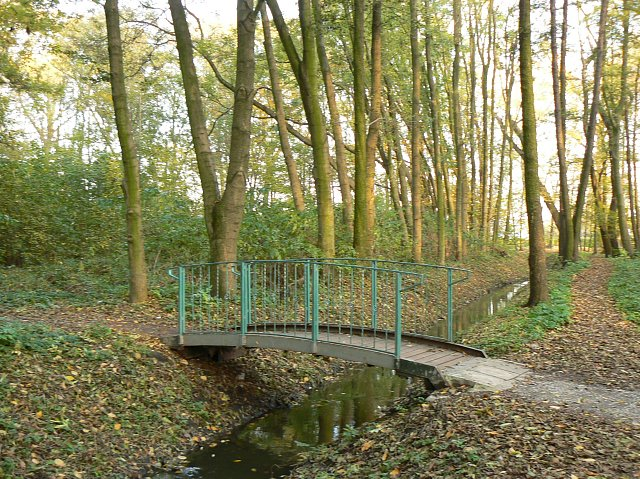
Kanał Ożarowski w Parku Towarzystwa Miłośników Ołtarzewa

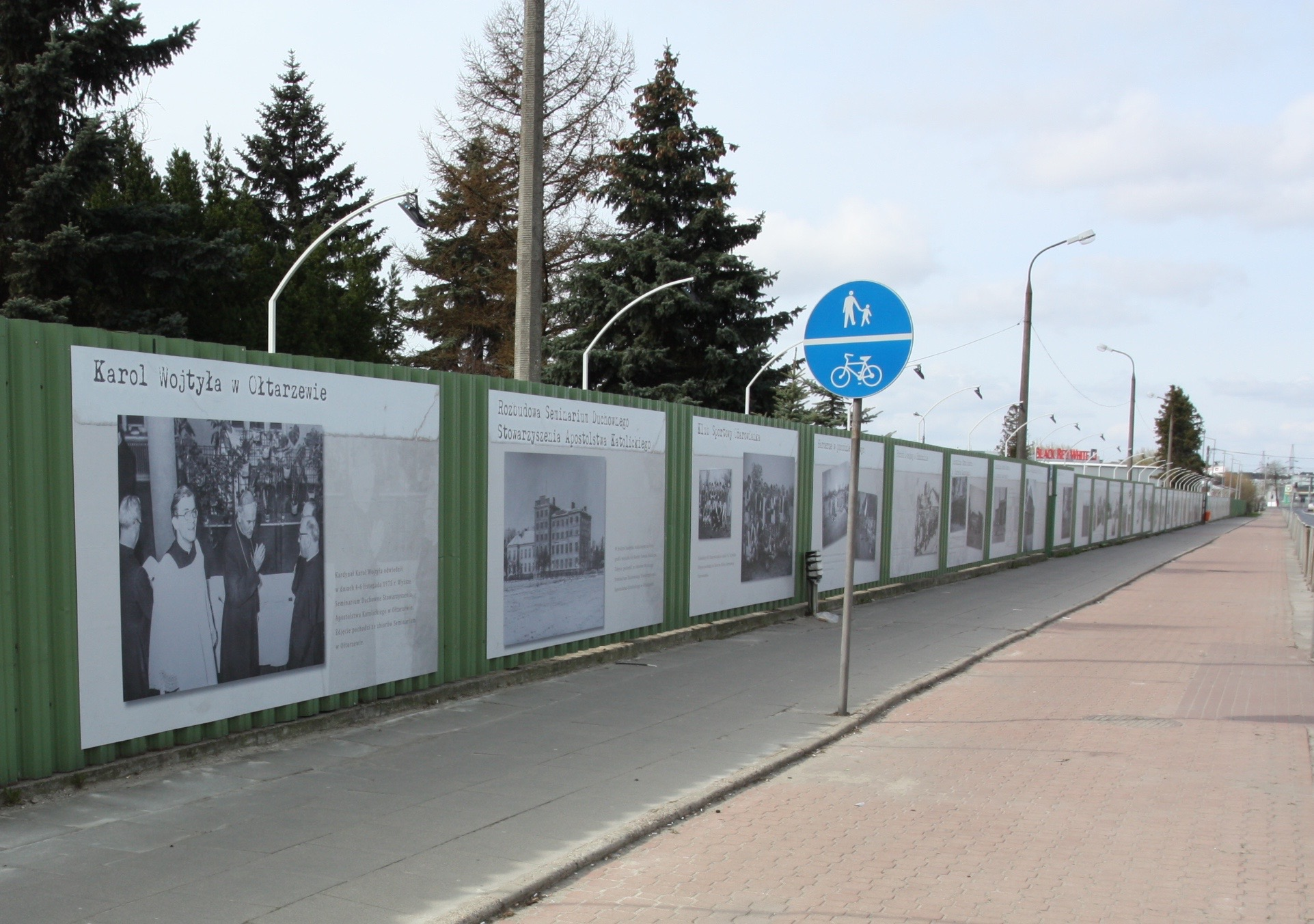
Wystawa uliczna „Dawny Ożarów Mazowiecki na fotografii”

Osadnictwo na terenie dzisiejszego Ożarowa Mazowieckiego może sięgać IX wieku p.n.e. Osiedlano się tutaj ze względu na bardzo wysokiej jakości gleby – czarne ziemie, które sprzyjały rozwijaniu rolnictwa. Pierwsze zapisy dotyczące terenów obecnego Ożarowa Mazowieckiego pochodzą z czasów Kazimierza Wielkiego i są datowane na 1342. Nazwa wsi Pożarowy pojawia się ok. 1414 i 1440, wiadomo że 1475 była to wieś książęca. W 1530 Pożarowy należały do starostwa warszawskiego. W XVI i XVII w. Pożarowy były jedną z większych wsi w dzisiejszym powiecie warszawskim zachodnim, od 1619 stanowiły dożywotnią dzierżawę Zofii Warszyckiej, wojewodziny podlaskiej. Od końca XVI w. zaczęto używać nazwy Ożarów. Wojny szwedzkie całkowicie zniszczyły wieś. Spis w 1827 odnotowywał istnienie 32 domostw zasiedlonych przez 257 mieszkańców. W 1864 ukaz carski przekazał część tutejszej ziemi chłopstwu, piętnaście lat później folwark w Ożarowie został wydzielony z dóbr Borzęcin. Z zapisów wynika, że stanowił on 1100 mórg, z czego sama osada 138 mórg.
W 1901 we wschodniej części wsi Franciszków z funduszy przemysłowca Kazimierza Ansgarego Kamińskiego powstała huta szkła. Od 1903 na linii kolei warszawsko-kaliskiej powstał przystanek pasażerski Franciszków. W 1906 w sąsiednim Ołtarzewie powstało Towarzystwo Przyjaciół Ołtarzewa, którego zadaniem był rozwój wsi. Rokiem przełomowym dla osady był 1911, kiedy to powstała spółka akcyjna „Miasto Ogród”, której zadaniem była budowa kolonii domów jednorodzinnych. Warszawski prawnik i publicysta Wincenty Majewski (1841–1930) na 33 hektarach ziemi (ok. 60 mórg) nakazał parcelację gruntu na 142 działki budowlane z szachownicowym układem ulic. Ulice te obsadzono drzewami owocowymi, których plony sprzedawano, a uzyskane fundusze przeznaczano na meliorację okolicy i inwestycje komunalne. W 1926 Wincenty Majewski zainicjował powstanie Towarzystwa Przyjaciół Ożarowa, które przejęło spółkę „Miasto Ogród”. Mniej więcej w tym czasie rozpoczęto regulację niewielkiej strugi Ożarówki i ok. 1930 między Macierzyszem a Ołtarzewem powstał Kanał Ożarowski. Na 1927 datuje się przybycie do Ożarowa Pallotynów, którzy otrzymali w darze dwór Kasprzyckich i przebudowali go na kaplicę. Była to filia kościoła parafialnego w Żbikowie. W 1929 powstała fabryka kabli pod nazwą „Polskie Fabryki Kabli i Walcownie Miedzi Sp. Akc”. W 1927 i 1931 miały miejsce strajki pracowników fabryki. W 1930 w Kcyni zmarł Wincenty Majewski. W 1932 została wybudowana pierwsza szkoła powszechna, dobra Zientarówka poddano parcelacji. W 1939 arcybiskup Stanisław Gall erygował parafię Ożarów z siedzibą w Ołtarzewie.

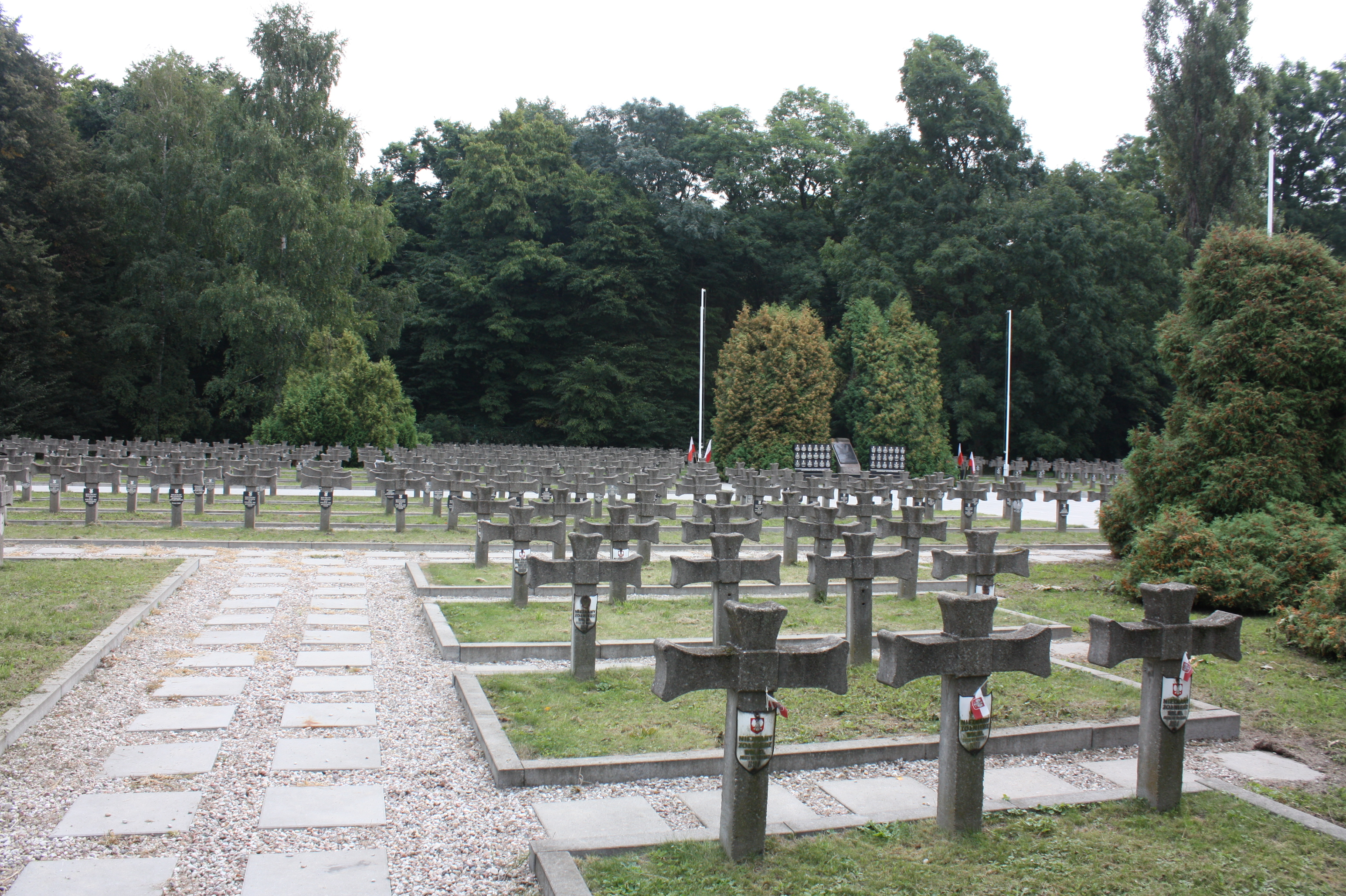
Cmentarz wojenny z okresu II wojny światowej

Po agresji III Rzeszy na Polskę we wrześniu 1939 na zachód od Ołtarzewa miała miejsce bitwa Armii Łódź i Armii Poznań z nacierającymi wojskami niemieckimi, zginęło ok. 1000 żołnierzy, w tym Stanisław Klimek, Artur Radziwiłł i trudna do określenia liczba cywili m.in. Marian Buczek.
W 1944, po upadku powstania warszawskiego, Niemcy zorganizowali w Ożarowie dwa obozy przejściowe dla ludności cywilnej: w hucie szkła (filia Dulagu 121 Pruszków) i w fabryce kabli. W fabryce kabli przebywało jednorazowo ok. 6 tys. osób.
3 października 1944 roku w dworku Reicherów w Ożarowie (znajdującym się w rejonie skrzyżowania dzisiejszych ulic Poniatowskiego i Obrońców Warszawy) podpisano kapitulację powstania warszawskiego.
W 1945 roku miejscowość liczyła 2750 mieszkańców. W 1952 nastąpiła elektryfikacja linii kolejowej. 1 stycznia 1957 Ożarów-Franciszków otrzymał status osiedla miejskiego. W 1961 do Ożarowa-Franciszkowa przyłączono wieś Ołtarzew-Kolonia; osiedle miało powierzchnię 10,19 km² i zamieszkiwane było przez 5752 mieszkańców. Wraz z nadaniem praw miejskich 1 stycznia 1967 zmieniono nazwę, do nazwy Ożarów dodano człon Mazowiecki. W skład miasta nie weszła część Ożarowa położona bliżej Warszawy, aby uniknąć pomyłek zaczęto ją nazywać Ożarowem-Wsią (obecnie część miasta). W roku 1968 oddano do użytku pierwszy pawilon handlowy. W 1978 Fabryka Kabli im. Mariana Buczka podpisała umowę kapitałową z francuską firmą SAT/Serete i rozpoczęła produkcję kabli telekomunikacyjnych. W najlepszym okresie fabryka zatrudniała prawie 1800 pracowników. W 1980 miało miejsce uroczyste wmurowanie kamienia węgielnego pod budowę kościoła pw. Miłosierdzia Bożego i Najświętszej Marii Panny Matki Emanuela (od 6 czerwca 1997 jest to Sanktuarium Bożego Miłosierdzia). Od 1985 działał w Ożarowie Uniwersytet Ludowy, pallotyńskie Wyższe Seminarium Duchowne w Ołtarzewie obecnie leży w granicach miasta Ożarów Mazowiecki. W 1989 r. zatwierdzono obowiązujący herb miasta.
W 2002 miała miejsce pacyfikacja strajku w Fabryce Kabli na zlecenie nowego właściciela, firmy Tele-Fonika. W obronie załogi występowali m.in. Jacek Kuroń, Karol Modzelewski i Adrian Zandberg. 19 lutego 2003, po 306 dniach protestu pracowników, zakład został zlikwidowany. Na jego terenie znajduje się obecnie specjalna strefa ekonomiczna Euro-Park Wisłosan, od 2006 w obiektach administracyjnych znajduje się m.in. siedziba starostwa powiatu warszawskiego zachodniego. W ramach SSE funkcjonują: WB Electronics, Vigo Photonics, Panattoni Park Ożarów II oraz ZFP Inwestycje sp. z o.o. W Ożarowie Mazowieckim ma swoje biuro i bazę sprzętu Keller Polska Sp. z o.o. W samym centrum miasta mieści się centrum konferencyjne i hotel MCC Mazurkas. Z dniem 1 stycznia 2014 w granice Ożarowa Mazowieckiego włączono sołectwo Ożarów-Wieś.

## Demografia[19]
Piramida wieku mieszkańców Ożarowa Mazowieckiego w 2014 roku

## Transport

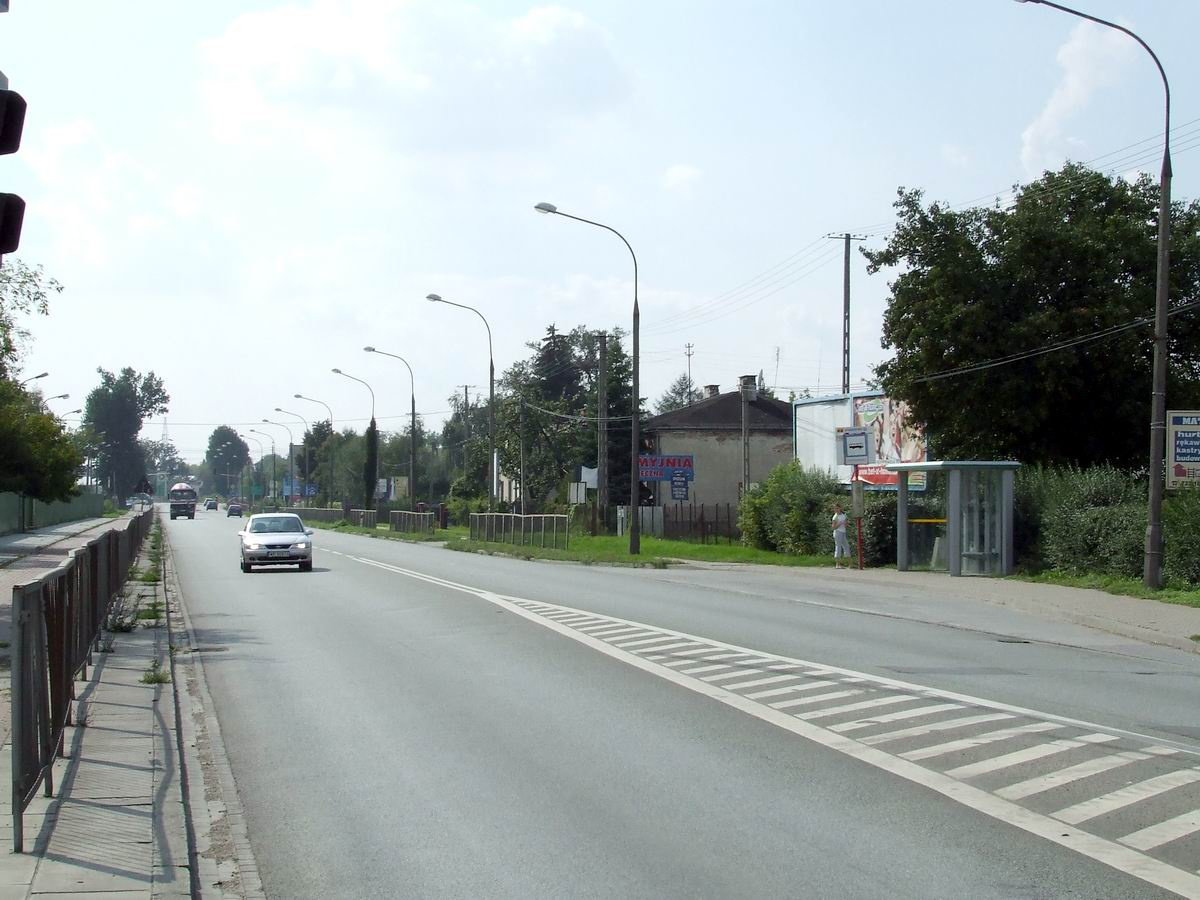
Ulica Poznańska będąca fragmentem drogi krajowej nr 92, dawniej nr 2

Do Ożarowa Mazowieckiego można dojechać autobusami:
WTP: linia 713 z pętli Cmentarz Wolski oraz linia 743 z pętli os. Górczewska 
GPA: linia 14 z pętli Fort Wola oraz linia 97 (łącząca Dziekanów Leśny z Malichami)
Miasto Pruszków: linia 6 z pętli os. Staszica do przystanku PKP Ożarów Mazowiecki
Miasto posiada też stację kolejową obsługiwaną przez Koleje Mazowieckie. Przebiega przez nią linia kolejowa nr 3: Warszawa Zachodnia – Frankfurt nad Odrą.
W mieście krzyżują się drogi krajowe i wojewódzkie:
| Nr drogi | Przebieg                                                    |
| -------- | ----------------------------------------------------------- |
|          | Rzepin – Poznań – Ożarów Mazowiecki – Warszawa              |
|          | Józefów – Domaniew – Żbików – Duchnice – Ożarów – Strzykuły |
|          | Borzęcin – Ołtarzew – Pruszków                              |
|          | Ożarów Mazowiecki (Droga nr 92 – ul. Kolejowa)              |

## Władze miasta i gminy
| - Burmistrz: - Lech Isakiewicz 1990–1998 - Mieczysław Wójcik 1998–2002 - Kazimierz Stachurski 2002–2010 - Paweł Kanclerz od 2010 | - Przewodniczący Rady Miasta: - Tadeusz Pancześnik 1990–1998 - Stanisława Milej-Misztal 1998–2006 - Roman Jasiński 2006–2009 - Blanka Jabłońska 2009–2014 - Andrzej Cichal od 2014 |

## Osiedla w mieście Ożarów Mazowiecki
- Osiedle RSM Bloki
- Osiedle Franciszków
- Osiedle Kabel
- Osiedle Mickiewicza
- Osiedle Ołtarzew
- Osiedle Zientarówka

## Edukacja
W gminie Ożarów Mazowiecki działa:

Siedem przedszkoli
- Przedszkole Publiczne Nr 1 z oddziałami integracyjnymi
- Filia Przedszkola Nr 1
- Przedszkole Publiczne Nr 2
- Publiczne Przedszkole „Akademia Pod Modrzewiem”
- Przedszkole Bajlandia
- Przedszkole Szczęśliwa Gwiazdeczka
- Przedszkole Niepubliczne Sióstr Urszulanek SJK

Siedem szkół podstawowych:
- Szkoła Podstawowa Nr 1 w Ożarowie Mazowieckim im. Janusza Kusocińskiego
- Szkoła Podstawowa Nr 2 w Ożarowie Mazowieckim im. Obrońców Warszawy
- Szkoła Podstawowa im. Wandy Rutkiewicz w Duchnicach
- Szkoła Podstawowa im Józefa Piłsudskiego w Święcicach
- Szkoła Podstawowa im. Adama Mickiewicza w Umiastowie
- Szkoła Podstawowa im. Szarych Szeregów w Płochocinie
- Szkoła Podstawowa im. Wincentego Pallottiego

Dwie szkoły średnie:
- Zespół Szkół Ponadgimnazjalnych Nr 1 im. Tony Halika
- Gimnazjum im. Bohaterów Powstania Warszawskiego

Dwie uczelnie:
- Wyższe Seminarium Stowarzyszenia Apostolstwa Katolickiego
- Instytut Teologii Apostolstwa UKSW

Lokalny Program Wspierania Edukacji Uzdolnionych Dzieci i Młodzieży:
- Stypendium dla uczniów uzdolnionych „Uczeń Roku”
- Ożarowski Grant Edukacyjny

## Kultura
W Ożarowie Mazowieckim działa Dom Kultury „Uśmiech”.
Zespoły muzyczne w Ożarowie Mazowieckim:
- Chór Kameralny „Ab Imo Pectore”
- Zespół dziecięcy „Pallotyńskie Nutki”
- Zespół „Ożarowskie Kumoszki”
- Zespół Ludowy „Ożarowiacy”

Biblioteka Publiczna z dwiema filiami: w Józefowie i Święcicach
Scena Ołtarzew
Centrum Inicjatyw Społecznych „Przy Parku”
Wirtualne Muzeum Ożarów Mazowiecki
Od 2004, na początku czerwca, przyznawana jest nagroda dla zwycięzców Gminnego Konkursu Ortograficznego „O Pióro Burmistrza Ożarowa Mazowieckiego” organizowanego dla uczniów szkół podstawowych z terenu gminy.

## Sport
W Ożarowie Mazowieckim mieści się Klub Sportowy Ożarowianka Ożarów Mazowiecki, w którym oprócz sekcji piłkarskiej (występującej w sezonie 2023/2024 w V lidze, gr. mazowieckiej II), są również sekcje ping-ponga i łucznictwa oraz lekkoatletyki.
W Ożarowie Mazowieckim znajduje się również siedziba klubu UKS Ołtarzew. Klub ma sekcję piłkarską, siatkarską oraz szachową.
7 listopada 2002 została oddana do użytku pływalnia miejska. Zespół kąpielowy tworzą: basen sportowy 25 × 12,5m, basen do nauki pływania 12,5 × 6m, zespół basenów rekreacyjnych wyposażonych w prądy wodne, gejzery, bicze wodne, ławki napowietrzające, oraz sauna. Dodatkową atrakcją jest rynna wodna. Od 16 lutego 2004 na basenie rozpoczęła swoją działalność sekcja pływacka. Pływalnia Miejska – GOSiR – często bywa gospodarzem zawodów pływackich o zasięgu krajowym.

## Media w mieście
- Informator Ożarowski[31]
- Misericordia[32]
- Portalik ożarowski[33]
- Stansat[34]

## Wspólnoty wyznaniowe

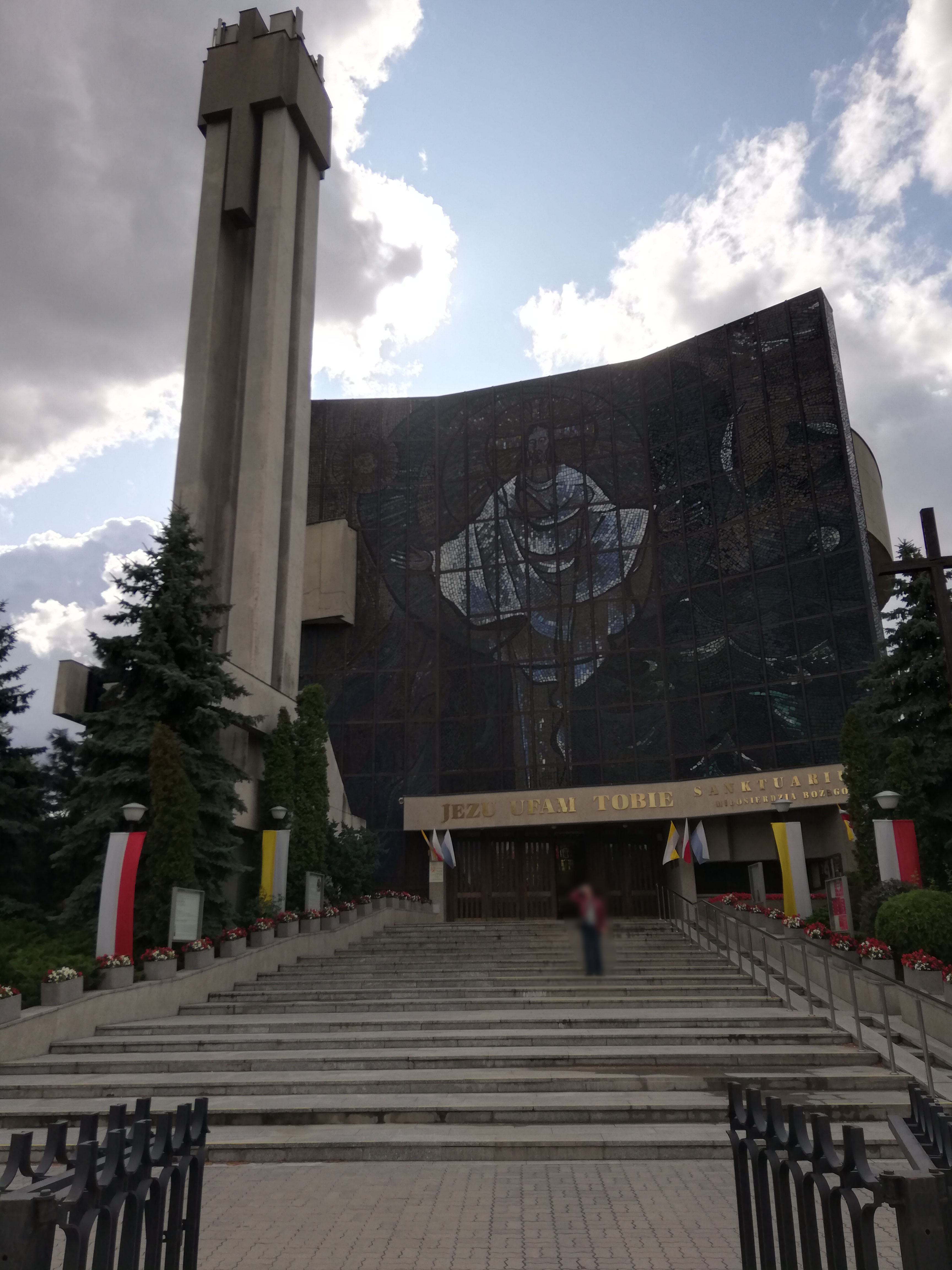
Sanktuarium Miłosierdzia Bożego

### Kościół rzymskokatolicki
- Parafia Miłosierdzia Bożego
- Parafia Królowej Apostołów (siedziba w Ołtarzewie, obecnie w granicach miasta)

### Kościół greckokatolicki
- placówka duszpasterska w Ożarowie Mazowieckim[35]

### Kościół Starokatolicki Mariawitów
- wierni należą do parafii Matki Boskiej Nieustającej Pomocy w Warszawie.

### Świadkowie Jehowy
- Zbór Ożarów Mazowiecki[36].

## Miasta partnerskie
- Brusy
- Bastia Umbra

## Nagroda HonorowaFelicja
Nagroda honorowa Felicja przyznawana jest osobom i instytucjom zasłużonym dla rozwoju Miasta i Gminy Ożarów Mazowiecki.
Została ustanowiona uchwałą Nr 48/03 Rady Miejskiej z dnia 3 kwietnia 2003.
Nagroda ma formę statuetki, nawiązującej do herbu Miasta i Gminy, przedstawiającej czterolistną koniczynę na kamiennym cokole. Przyznawana jest corocznie w kategorii Osoba oraz Instytucja.
| 2003 | Tadeusz Karaś |
| 2003 | I Oddział Banku Ochrony Środowiska w Warszawie                                                                                |
| 2004 | Janusz Orsik |
| 2004 | Zarząd i Członkowie Miejsko-Gminnego Związku OSP                                                                              |
| 2005 | ks. Zygmunt Rutkowski ks. Stanisław Martuszewski                                                                              |
| 2005 | Stowarzyszenie Apostolstwa Katolickiego Księży Pallotynów w Ołtarzewie Zgromadzenie Sióstr Urszulanek Serca Jezusa Konającego |
| 2006 | Izabela i Grzegorz Ambroziak                                                                                                  |
| 2006 | Spółdzielnia Mieszkaniowa „Ożarów”                                                                                            |
| 2007 | Tadeusz Staniszewski |
| 2007 | Warszawski Rolno-Spożywczy Rynek Hurtowy SA w Broniszach                                                                      |
| 2008 | Zofia i Zbigniew Wójcikowie                                                                                                   |
| 2008 | Peri Polska Sp. z o.o. |
| 2009 | ks. Edward Sobieraj |
| 2009 | Bejo Zaden Polska Sp. z o.o.                                                                                                  |
| 2010 | Andrzej Bartkowski |
| 2010 | Towarzystwo Miłośników Ołtarzewa                                                                                              |
| 2011 | Stefan Lewandowski |
| 2011 | Stowarzyszenie Wspierania Rozwoju i Edukacji Dzieci Wiejskich                                                                 |
| 2012 | Lucyna Bielecka |
| 2012 | Chór Kameralny Ab Imo Pectore                                                                                                 |
| 2013 | Stanisława Milej – Misztal |
| 2013 | Vigo Photonics SA |
| 2014 | Kazimierz Kuśmierczyk |
| 2014 | Klub Sportowy „Ożarowianka”                                                                                                   |
| 2015 | Agnieszka Przybyszewska |
| 2015 | Koło Gospodyń Wiejskich w Święcicach                                                                                          |
| 2016 | ks. Stanisław Drajczyk |
| 2016 | Pallotyńskie Nutki |
| 2017 | Marek Pytkowski |
| 2017 | Zespół Ludowy „Ożarowiacy” |
| 2018 | komandor Stanisław Piasecki                                                                                                   |
| 2018 | Aerotunel Spółka komandytowa                                                                                                  |
| 2019 | Bogumiła Miziołek |
| 2019 | Zgromadzenie Sióstr Westiarek Jezusa                                                                                          |
| 2022 | Grzegorz Gołębiowski |
| 2022 | Stowarzyszenie Historyczne Wirtualne Muzeum Ożarów Mazowiecki                                                                 |
| 2023 | Zofia Miączyńska |
| 2023 | Uczniowski Klub Sportowy Ołtarzew                                                                                             |
| 2024 | Gerard Zdziarski |
| 2024 | Stowarzyszenie "Strasna Zaba"                                                                                                 |
| 2025 | Grażyna Pytkowska |
| 2025 | Koło Gospodyń Wiejskich "Galimatjas" z Piotrkówka Małego                                                                      |

## Pozostałe informacje
- W Ożarowie Mazowieckim ma siedzibę produkująca m.in. detektory podczerwieni Vigo Photonics SA, której produkt zainstalowano w łaziku marsjańskim Curiosity[44].
- Ożarowskie przedsiębiorstwo WB Electronics dostarcza zaawansowane technicznie produkty dla Sił Zbrojnych RP i innych sił zbrojnych państw NATO.
- W Ożarowie Mazowieckim rozgrywa się akcja serialu telewizyjnego Ja, Malinowski.
- W Ożarowie Mazowieckim rozgrywa się duża część akcji książki Na pokuszenie PM Nowaka[45].
- W Ożarowie Mazowieckim rozgrywa się duża część akcji książki Dług krwi Grzegorza Gołębiowskiego[46].
- W Ożarowie Mazowieckim rozgrywa się akcja książki Zaginiona Grzegorza Gołębiowskiego[47].
- W Ożarowie Mazowieckim za bezpieczeństwo odpowiada Komisariat Policji z siedzibą w gmachu Urzędu Miasta i Gminy przy ul. Kolejowej 2 oraz Straż Miejska z siedzibą w budynku przy ul. Poznańskiej 127A. Miasto i wsie przyległe są pod kontrolą systemu monitoringu miejskiego w trybie 24h z podglądem operatorów z obu w/w formacji[potrzebny przypis].